# 馬雷格拉夫島
66°40′S 140°0′E / 66.667°S 140.000°E
馬雷格拉夫島（法語：Îlot du Marégraphe），是南極洲的島嶼，位於阿黛利地，處於卡雷爾島北端以西0.1公里，屬於地質學群島的一部分，在1951年由法國探險隊繪入地圖和命名，現時由南極條約體系管理。